# Єрьомино (Троїцький район)
Єрьо́мино (рос. Ерёмино) — село у складі Троїцького району Алтайського краю, Росія. Входить до складу Єрьоминської сільської ради.

## Населення
Населення — 207 осіб (2010; 251 у 2002).
Національний склад (станом на 2002 рік):
- росіяни — 92 %